# Von Schulzenheim
von Schulzenheim är namnet på tre svenska adelsätter som introducerats på Riddarhuset i Stockholm, varav två grenar erhållit friherrlig värdighet. Ätterna har gemensamt ursprung med von Schulzen. Den 31 december 2020 var 7 personer med efternamnet von Schulzenheim bosatta i Sverige.

## Historik
Ätten kommer från Preussen. I Anreps ättartavlor uppges en Gregorius Schultz vara ättens stamfader. Denne levde på 1500-talet, och var sekreterare hos hertig Albrecht av Preussen. Numera uppges Christopher Schulz vara ättens äldste belagde anfader, som i Anreps ättartavlor var den föregåendes sonson. Christopher Schulz var under 1600-talet räntmästare i Preussen.
Ätten inkom till Sverige med Jacob Schultz, son till Christopher Schulz. Han blev 1703 regementsfältskär i Dalregementet och var Karl XII:s livkirurg under fälttåget i Norge, varpå han blev kirurg vid Falu gruva. Hans hustru Maria Magdalena von Husum var dotter till en apotekare. En av deras söner, Per Christoffer, var apotekare i Stockholm och titulär-assessor, och fick med sin hustru von Bremer sonen Johan Christoffer som adlades von Schulzen.

## Adliga ätten von Schulzenheim, nr 2004
Två andra söner till Jacob Schultz, David och Carl Fredrik, adlades 1770 respektive 1782 med namnet von Schulzenheim. Ätten introducerades på nummer 2004. Den senare av dessa, Carl Fredrik von Schulzenheim, var medicine doktor, livkirurg och blev slutligen generaldirektör för Sveriges lasarett. Hans hustru tillhörde ätten Linderstedt, och han fick med henne ett barn, dottern Virginia Charlotta, som gifte sig med sin kusin von Schulzenheim, varigenom den yngre grenen av ätten blev utgången på svärdssidan.
Hans äldre bror, David von Schulzenheim, var professor och förste arkiater. Från honom och hans hustru Catharina Eleonora Svedenstierna vars mor var en Petré, härstammar alla ättens medlemmar. Paret fick tre söner. Andre sonen David von Schulzenheim var understallmästare hos kungen, avsade sig adelskapet vid 1800 års riksdag och avled ogift och barnlös. Hans yngre bror Conrad Teodor var överstelöjtnant, upphöjdes 1815 till friherre och introducerades på nummer 350 men slöt barnlös sin ätt. Hans äldste bror Carl Jacob von Schulzenheim var kapten vid Upplands regemente och gift med sin kusin Eva Eleonora Salvius vars mor var en Svedenstierna.

## Friherrliga ätten von Schulzenheim, nr 380
Carl Jacob von Schulzenheim var kapten vid Upplands regemente och gift med sin kusin Eva Eleonora Salvius vars mor var en Svedenstierna. De fick ett barn som förde ätten vidare, sonen David von Schulzenheim den yngre som var diplomat, statsråd och president i Bergskollegium. Hans första hustru var den ovan nämnda kusinen von Schulzenheim och hans andra hustru tillhörde ätten von Schwerin. År 1830 upphöjdes han till friherre enligt 1809 års regeringsform och introducerades på nummer 380. En dotter i första äktenskapet gifte sig af Wirsén och blev mor till Carl David af Wirsén. Äldste sonen David var brukspatron i Västmanland och blev friherre efter fadern samt far till Ida von Schulzenheim. Hans hustru Ida Sophia Cederborgh, var dotter till Fredrik Cederborgh. Hans yngre bror Carl-Werner von Schultzenheim var löjtnant och brukspatron i Rockhammar, och gift med en Leuhusen vars mor var en von Knorring, och är stamfader för den yngre ättegrenen.